# Wayne Pivac
Wayne Jeffrey Pivac (Auckland, 10 settembre 1962) è un ex rugbista a 15 e allenatore di rugby a 15 neozelandese, che giocava come seconda o terza linea ed una volta terminata anticipatamente la carriera da giocatore è diventato allenatore in patria e diventando CT delle Figi. Nel 2014 si trasferì in Galles per allenare la franchigia degli Scarlets conquistando nel 2017 il Pro12. Nel 2019 sostituì il connazionale Warren Gatland sulla panchina della nazionale gallese, vincendo nel 2021 il Sei Nazioni.

## Biografia
Nato ad Auckland cominciò a giocare a rugby nella scuola superiore e continuando al college. Divenne poliziotto e nel frattempo giocò per North Harbour ma all'età di 28 dovette ritirarsi a causa di un infortunio al ginocchio.
Intraprese la carriera da allenatore nella regione di Auckland e nel 1997 divenne capo-allenatore della selezione provinciale di Northland con cui conquistò la promozione in prima divisione del National Rugby Championship. L'anno successivo passò sulla panchina di Auckland vincendo 3 titoli nazionali. Nel 2004 fu ingaggiato dalla nazionale di Figi sostituendo il partente Mac McCallion. Con i flying fijians vince il Pacific Tri-Nations ma prima della Coppa del mondo a causa di problemi familiari rassegnò le dimissioni. Appena tornato in patria fu contattato da North Harbour ma la stagione negativa determinò il suo esonero.
Dopo l'esperienza ad Auckland si trasferì in Galles agli Scarlets in qualità di allenatore degli avanti. Già in agosto il passaggio del capo-allenatore Simon Easterby all'Irlanda determinò una promozione di ruolo del Pivac alla guida dei rossi. Con la franchigia gallese vinse il Pro12 2016-17.
A luglio 2018 la WRU rese noto che sarebbe stato il successore dell'allora CT Warren Gatland dopo la coppa del mondo. La prima partita come commissario tecnico fu nel febbraio 2020 vincendo con Italia, nel Sei Nazioni 2021 con quattro vittorie e una sconfitta, rimediata in extremis, per 32-30 allo Stade de France con la Francia vinse per la quarantesima volta nella storia della nazionale gallese il torneo.

## Palmarès

### Allenatore
- National Rugby Championship: 3
Auckland: 1999, 2002, 2003
- Pro12: 1
Scarlets: 2016-17
- Sei Nazioni: 1
Galles: 2021